# Клеменс Ксаверій Фесінгер

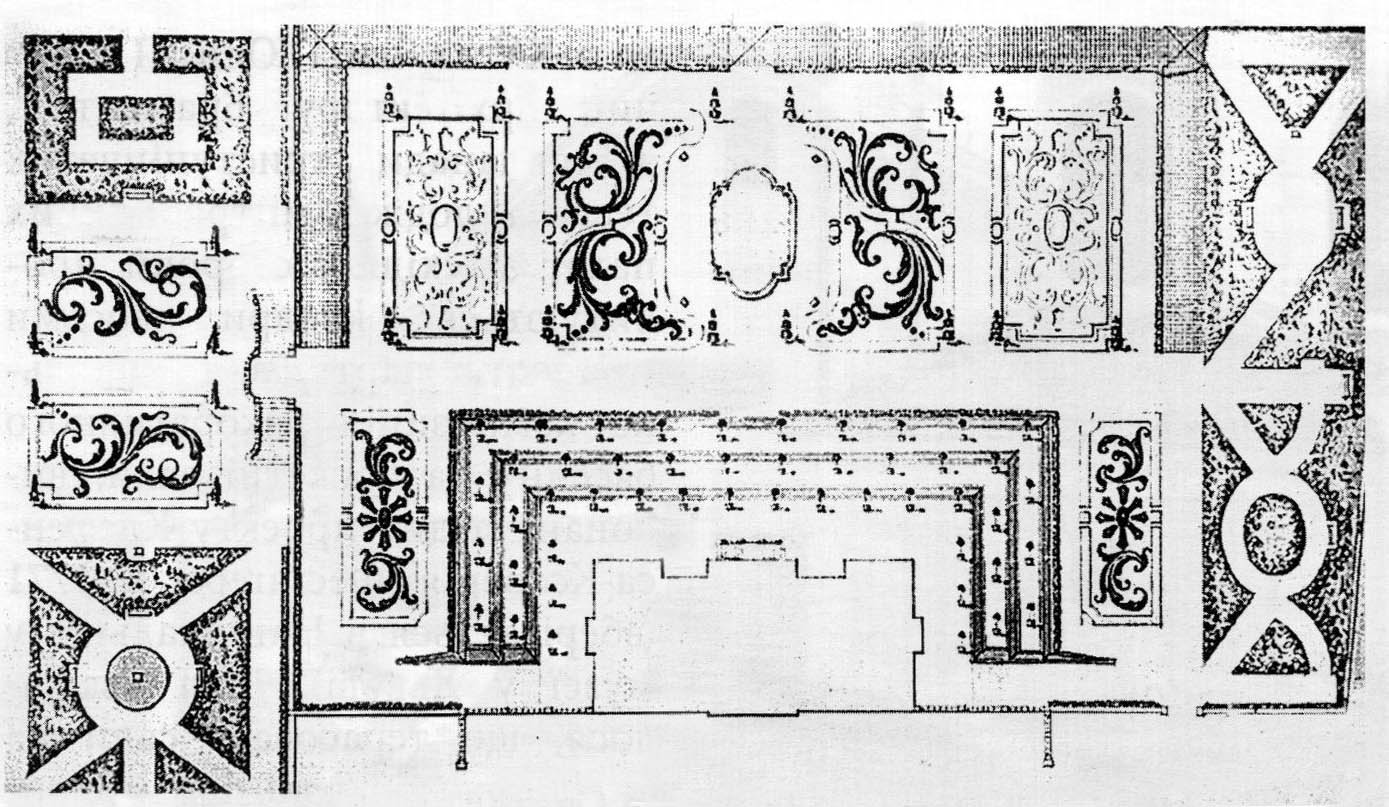
План святоюрського саду. Проєкт Клеменса Ксаверія Фесінґера (1771).

Клеменс Ксаверій Фесінґер (? — бл. 1815) — львівський архітектор другої половини XVIII століття, німець за походженням. Син скульптора Себастьяна Фесінґера, брат архітектора Іґнатія Фесінґера. Творив у стилях рококо та раннього класицизму. У Львові обіймав посаду міського будівничого. У 1786—1790 роках керував роботами із розпланування львівського середмістя, що проводились після розбирання міських мурів. Спільно з іншими архітекторами часто виступав таксатором (виконував оцінку) львівських будівель. Від 1774 року певний час Фесінґерові належала частина кам'яниці на теперішній вулиці Галицькій, 9.
Через посаду міського будівничого досить часто згадується в різних справах щодо порядку будівництва у Львові. Був одружений із Антонелою Урбанік — донькою архітектора Мартина Урбаніка.

### Роботи
- Проєкт проповідальниці для Латинського катедрального собору у Львові, який через передчасну смерть не реалізував ні Франциск Оленський[2], ні чоловік його прийомної доньки Міхал Сосабовський (не збереглась)[3].
- Правдоподібно, він або Мартин Урбанік був автором проєкту костелу Непорочного зачаття в Лопатині[4].

Споруди у Львові
- Продовжив роботи по спорудженню собору святого Юра у Львові після смерті Бернарда Меретина у 1759 році. 1773 року очолював комісію у складі Франциска Кульчицького і Христофора Мурадовича, що займалась уточненням плану і кошторису викінчувальних робіт при соборі святого Юра[5].
- Палац греко-католицьких митрополитів перед собором святого Юра (1761—1762). Львівський дослідник Володимир Вуйцик також припустив, що первинний палац міг бути збудований за проєктом П'єра Ріко де Тіррґея, а вже пізніше Фесінґер провів реконструкцію.
- У 1771 році виконав детальний проєкт саду при соборі святого Юра. Іконографічні джерела доводять, що сад реалізовано саме за цим проєктом. Раніше його авторство приписувалось Меретинові (дослідник Тадеуш Маньковський).
- Будинок на вулиці Руській, 4, а також спільний мур із будинком № 6.[5] Одні з перших чиншових кам'яниць (прибуткових будинків у Львові) на вулиці Руській 3—5 (1794).
- Добудова притвору і дзвіниці костелу Петра і Павла на вулиці Личаківській, 82а (1798).
- Дім на нинішній вулиці Федорова, 14 (1785).
- Кам'яниця на нинішній площі Ангелів, 2 (1786)
- Будинки № 24 (1783, реконструкція) і 34 (1790—1793) на вулиці Краківській.
- Дім вірменського архієпископа Якова Тумановича на вулиці Вірменській, 30 (1792)[6].
- Реконструкція фасадів домініканського костелу Божого Тіла у 1792—1798.